# Glaucopsyche damoetas
Glaucopsyche damoetas är en fjärilsart som beskrevs av Ignaz Schiffermüller 1776. Glaucopsyche damoetas ingår i släktet Glaucopsyche och familjen juvelvingar. Inga underarter finns listade i Catalogue of Life.